# Jailbreak (álbum)
Jailbreak é o sexto álbum de estúdio da banda irlandesa de hard rock Thin Lizzy. Foi lançado em 1976, e conta com algumas das músicas mais famosas da banda como "Jailbreak" e "The Boys Are Back in Town".

## Faixas
Todas as composições por Phil Lynott, exceto onde indicado.</ref>
| N.º            | Título                      | Compositor(es)                    | Duração |  |
| 1.             | "Jailbreak"                 |                                   | 4:02    |  |
| 2.             | "Angel from the Coast"      | Robertson                         | 3:06    |  |
| 3.             | "Running Back"              |                                   | 3:14    |  |
| 4.             | "Romeo and the Lonely Girl" |                                   | 3:56    |  |
| 5.             | "Warriors"                  | Lynott, Gorham                    | 4:10    |  |
| 6.             | "The Boys Are Back in Town" |                                   | 4:29    |  |
| 7.             | "Fight or Fall"             |                                   | 3:46    |  |
| 8.             | "Cowboy Song"               |                                   | 5:16    |  |
| 9.             | "Emerald"                   | Lynott, Downey, Robertson, Gorham | 4:04    |  |
| Duração total: | Duração total:              | Duração total:                    | 36:06   |  |

## Créditos
- Phil Lynott: Vocais, Baixo, Violão
- Brian Downey: Bateria e Percussão
- Brian Robertson: Guitarra
- Scott Gorham: Guitarra

## Recepção e crítica
| Críticas profissionais | Críticas profissionais |
| Avaliações da crítica  | Avaliações da crítica  |
| Fonte                  | Avaliação              |
| ---------------------- | ---------------------- |
| Allmusic               | [ 1 ]                  |
| Sputnikmusic           | [ 2 ]                  |

O álbum recebeus boas críticas. Stephen Thomas Erlewine, do Allmusic.com, deu 5 estrelas (de 5) para o álbum, afirmando: "O álbum foi a culminação de tudo que veio antes". Em Sputnikmusic.com o álbum recebeu 5 estrelas também. A música "The Boys Are Back in Town" alcançou o 12º lugar na Billboard Hot 100, passando 17 semanas no chart. "Cowboy Song" chegou ao 77º lugar no mesmo chart.